# Semana Santa en Monóvar
Se denomina Semana Santa en Monóvar a a los actos y procesiones de Semana Santa que se celebran en el municipio de Monóvar, provincia de Alicante, Comunidad Valenciana, España. En ellas participan numerosos cofrades que realizan procesiones de carácter religioso por las calles de la localidad acompañando a sus imágenes titulares.

## Cofradías
- La cofradia más antigua de la Semana Santa en Monovar es la Virgen del Remedio que data del año 1777. Actualmente procesiona unos días después de finalizada la Semana Santa, en la Plaza de la Malva, donde se realiza una misa al aire libre y la imagen se encuentra simbólicamente con su hijo Jesús representado por una ostia consagrada.

- La segunda cofradía por antigüedad es la Cofradía del Cristo Crucificado, antiguamente llamaba "Els Mecànics". Se fundó sobre 1940 y procesiona el Jueves Santo y el Viernes Santo. Cuenta con unos 649 cofrades.

- La tercera cofradía por orden de antigüedad es la Cofradía del Sepulcro y Jesús Cautivo que fue fundada en 1941 y cuenta con 315 cofrades.

- Nuestro Padre Jesús Nazareno que se fundó hacia 1943. Consta de 348 cofrades y procesiona el Martes Santo y el Viernes Santo.

- Cofradía de la Soledad (Monóvar), también fundada en 1943, cuenta con unos 423 cofrades y procesiona el Miércoles Santo y Viernes Santo.[3] y su imagen es la más antigua de las que procesionan en la Semana Santa de Monóvar.

- La Dolorosa, cofradía fundada en 1946, consta de 254 cofrades.